# Parque Hernández
O parque Hernández é o parque mais importante da cidade autónoma espanhola de Melilha e está emplazado no Alargue Modernista, na praça de Espanha.

## História
Sua origem situa-se em 1872, quando se recheou o antigo cauce do Rio de Ouro com as terras que se extraíram para formar seu novo cauce. Em 1900 o então comandante geral da praça, Venancio Hernández Fernández, decidiu a transformação da extensa planicie que se utilizava como campo de instrução da tropa e desaguadouro da população num parque florestal. Para isso contou com a colaboração da Junta de Arbitrios que sufragó as despesas através da partida de entretenimentos.
Em 1902 realiza-se o parque com forma de trapecio segundo desenho do engenheiro Vicente García do Campo do ano amnterior, sendo inaugurado o 18 de maio e em 1906 iniciou-se a urbanização que resultou infructuosa ao arrasar uma riada o parque nesse ano, em 1907 se constrói um templete no centro do parque e se instala a Luz conmemorativa em honra ao general Hernández costeada por uma assinatura popular iniciada pelo Telegrama do Rif. Em 1914 constrói-se a capa principal com um ambigú denominado Café Alhambra entre 1911 e 1918, em 1915 in depósito de água elevado que permitiu o converter num verdadeiro parque e em 1918 se termina o fechamento do parque.
Entre 1927 e 1930 constroem-se as pérgolas, suprimem-se quioscos e passeios, se pavimentan os mais importantes e instala-se no sótano do templete uma colecção de resto arqueológicos. A princípios dos anos 30 perde-se a rotonda do final do parque e a colecção arqueológica translada-se ao meio da Porta da Marinha. instalando-se no sótano do templete uma biblioteca popular. Em 1945 derruba-se o templete e instala-se uma fonte luminosa que é derrubada entre 1951 e 1952, em 1966 se repõe e arranja a grade metálica do fechamento e em 1987 se arranja o passeio central, colocando no centro do parque uma fonte, ainda que no final dos anos 70 começa uma longa decadência.
Em abril de 2007, na celebração do XXXIV Congresso de Parques e Jardins obtém junto aos jardins da praça de espanha o título de jardim histórico.

## Descrição
Conta com uma capa principal, composta de três portas, com cancelas de ferro, a central flanqueada por dois prismas, com o escudo de Melilla e coroado por uma coroa, com uma torre na que se situa Guzmán o Bom blandiendo um puñal.

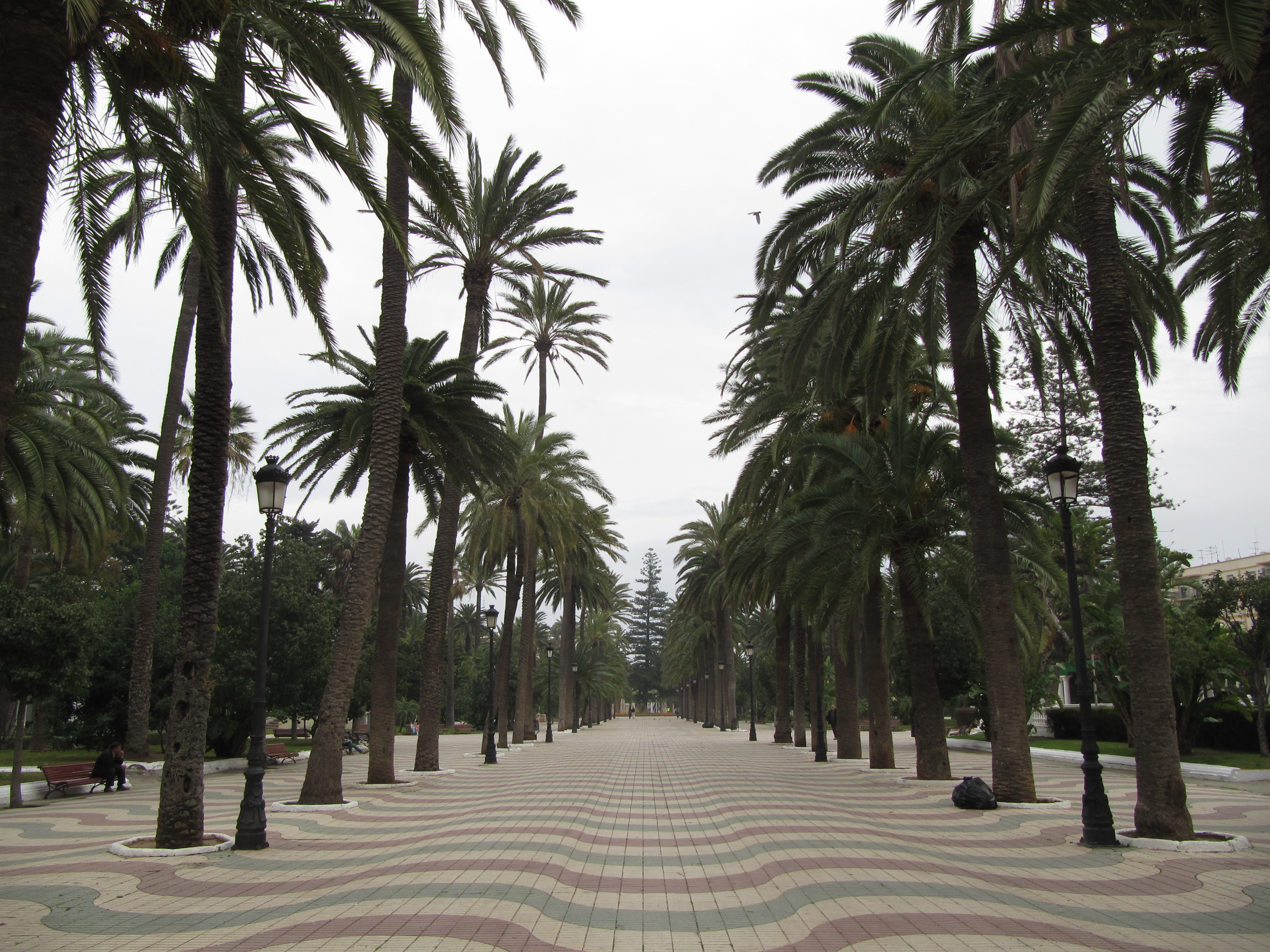
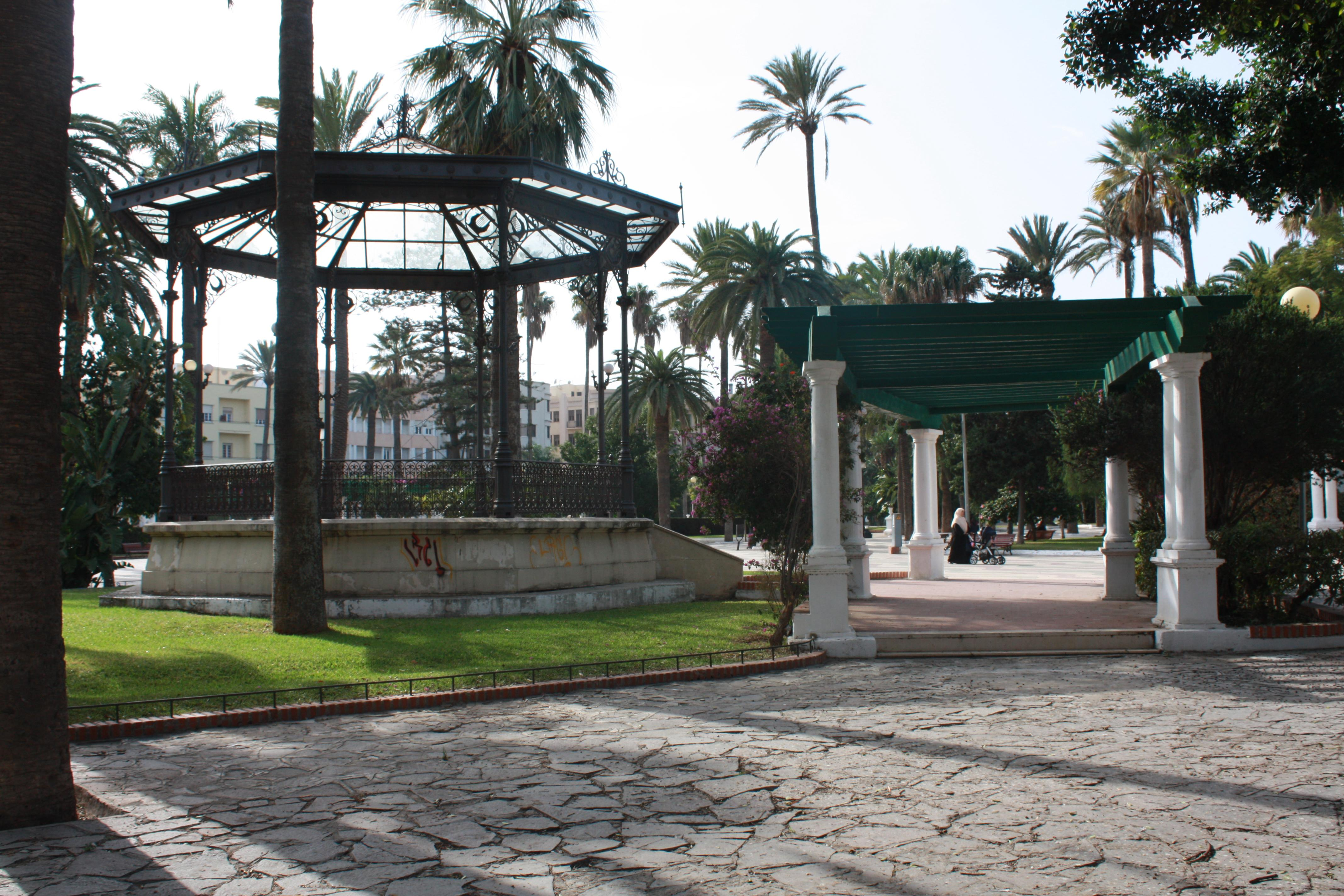
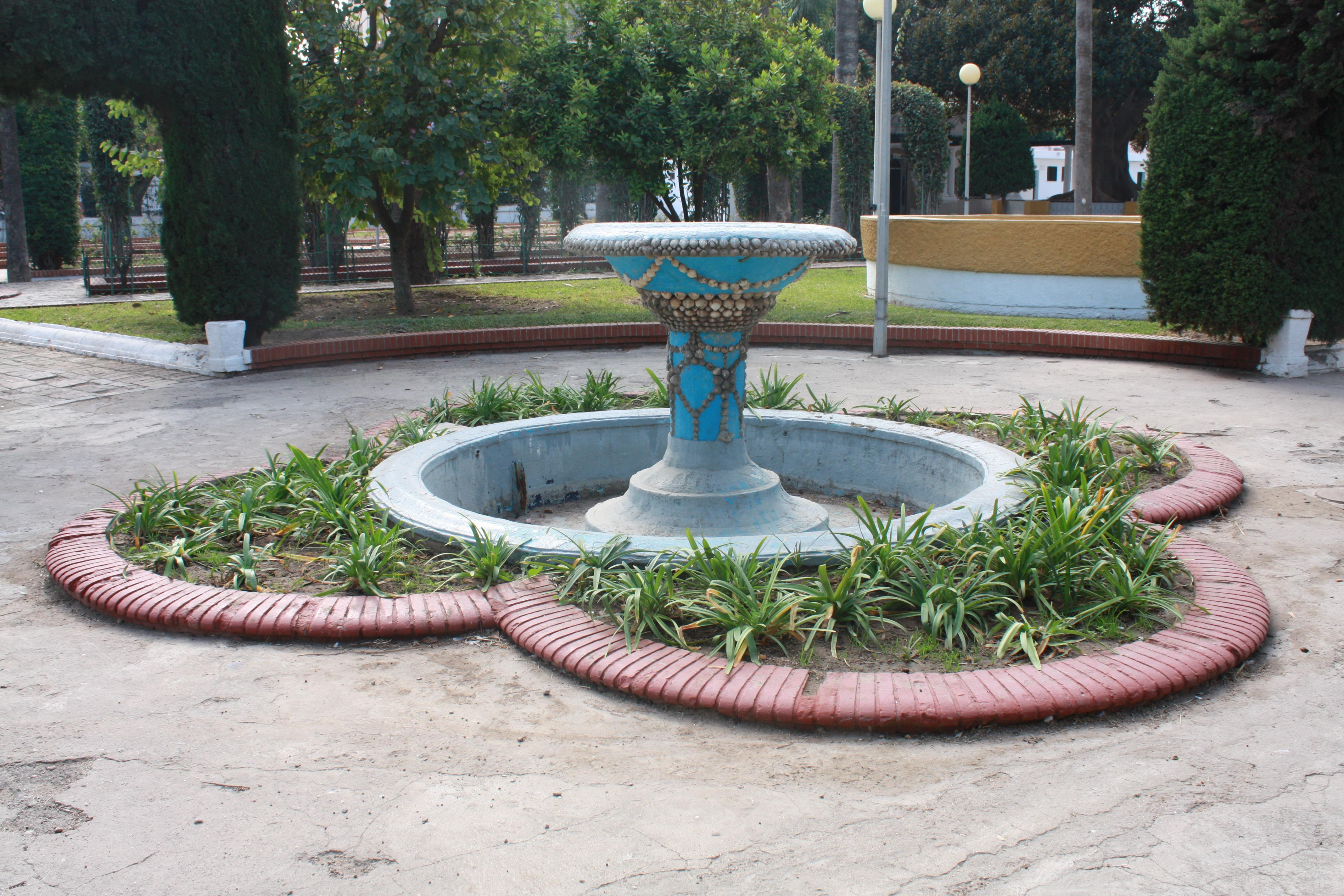
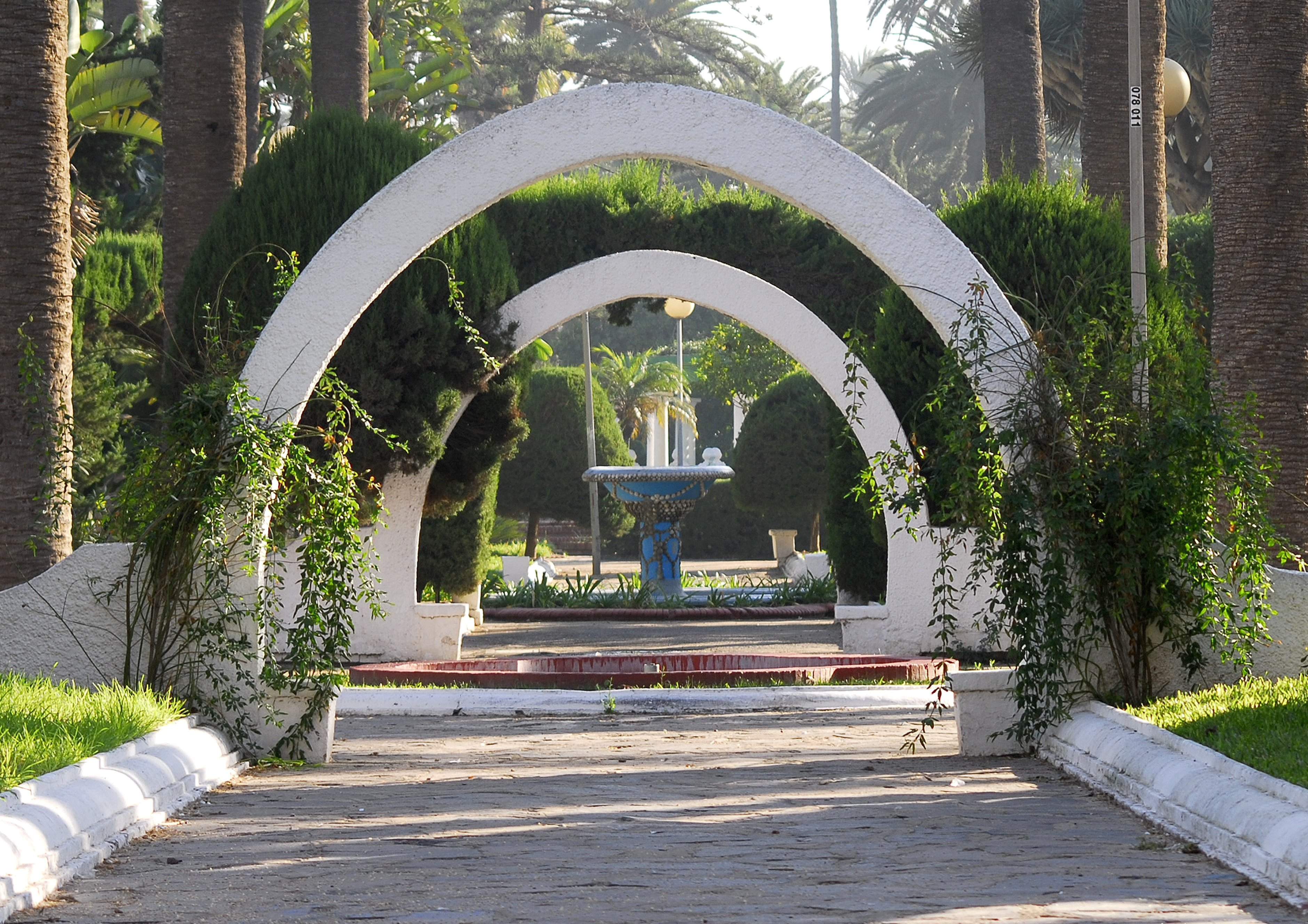